# Zalizne
Zaliznoïe
Zalizne (ukrainien : Залізне) ou Zaliznoïe (russe : Зализное) est une ville de l'oblast de Donetsk, en Ukraine. Sa population s'élevait à 5 355 habitants en 2017.

## Géographie
Zalizne se trouve dans le Donbass, à 12 km au nord-ouest de Horlivka, à 40 km au nord de Donetsk et à 582 km à l'est-sud-est de Kiev. Elle se trouve dans une zone de conurbation avec la ville industrielle voisine de Toretsk, et est entourée des communes urbaines de Nelipivka, Pivdenne et Pivnichne. Elle se trouve sur la rive nord de la rivière Zalizna, petit affluent de rive droite de la rivière Krivyï Torets, dans le bassin hydrographique de la rivière Donets, principal affluent du fleuve Don.

## Histoire
La localité existe depuis 1894, d'abord sous le nom de Nelepovka (russe : Неле́повка), ou de khoutor Nelepovski russe : Нелеповский ou Nelipivsky (ukrainien : Неліпівський) et s'organise autour de l'extraction du charbon. Il y a des grèves en 1905 et en 1916, ces dernières regroupant plus de cinq mille ouvriers. En 1921, elle a été renommée Artiomovo en l'honneur du révolutionnaire Fiodor Sergueïev dit Camarade Artiom (1883-1921), président de l'éphémère République soviétique de Donetsk-Krivoï-Rog (1918) qui était venu ici en avril 1920 pour appeler à remettre en activité la grande mine centrale. Artiomovo obtient le statut de ville en 1938.

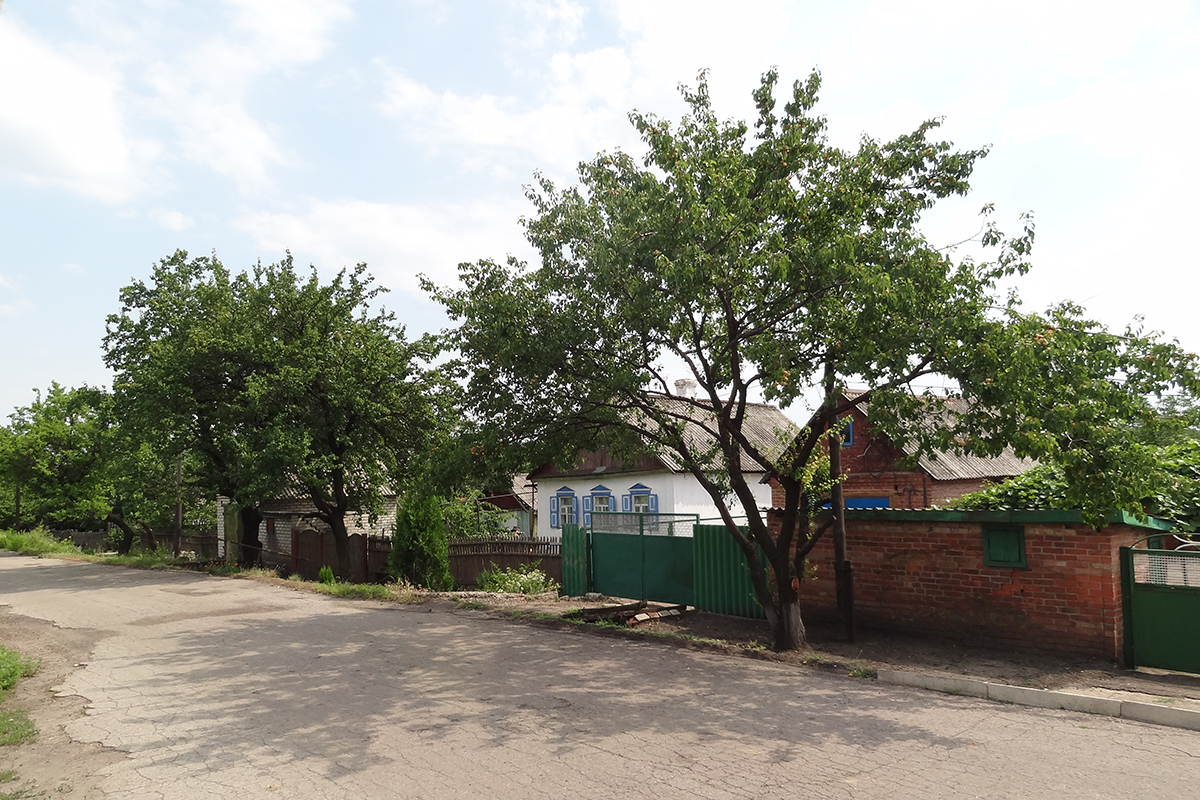
Isbas aux abords de la ville.

Artiomovo est occupée par l'armée allemande du Troisième Reich le 28 octobre 1941,. Elle est libérée le 5 septembre 1943 par la 257e division de fusiliers du 10e corps de fusiliers du front du Sud de l'Armée rouge au cours de l'opération Donbass,. Trois mille habitants de la ville participent aux combats dont mille deux cent dix-sept trouvent la mort et mille six cent quarante-huit sont décorés.
Sur les tombes collectives des soldats tués aux combats, l'on a érigé deux monuments en 1960. L'un se trouve dans la cour de l'école n° 13 et l'autre près de la maison de la culture.
Le 19 mai 2016, la rada ukrainienne a changé le nom de la ville en Zalizne (ukrainien : Залізне) signifiant « de fer ».

## Population
Zalizne fait partie de l'agglomération de Horlivka – Ienakiieve, qui compte environ 780 000 habitants.
Recensements (*) ou estimations de la population :
| 1923* | 1926* | 1939*  | 1959*  | 1970*  | 1979* | 1989* |
| ----- | ----- | ------ | ------ | ------ | ----- | ----- |
| 2 319 | 4 372 | 11 201 | 11 201 | 10 791 | 8 972 | 7 627 |

| 2001* | 2012  | 2013  | 2014  | 2015  | 2016  | 2017  |
| ----- | ----- | ----- | ----- | ----- | ----- | ----- |
| 6 725 | 5 647 | 5 598 | 5 567 | 5 498 | 5 423 | 5 355 |

## Économie

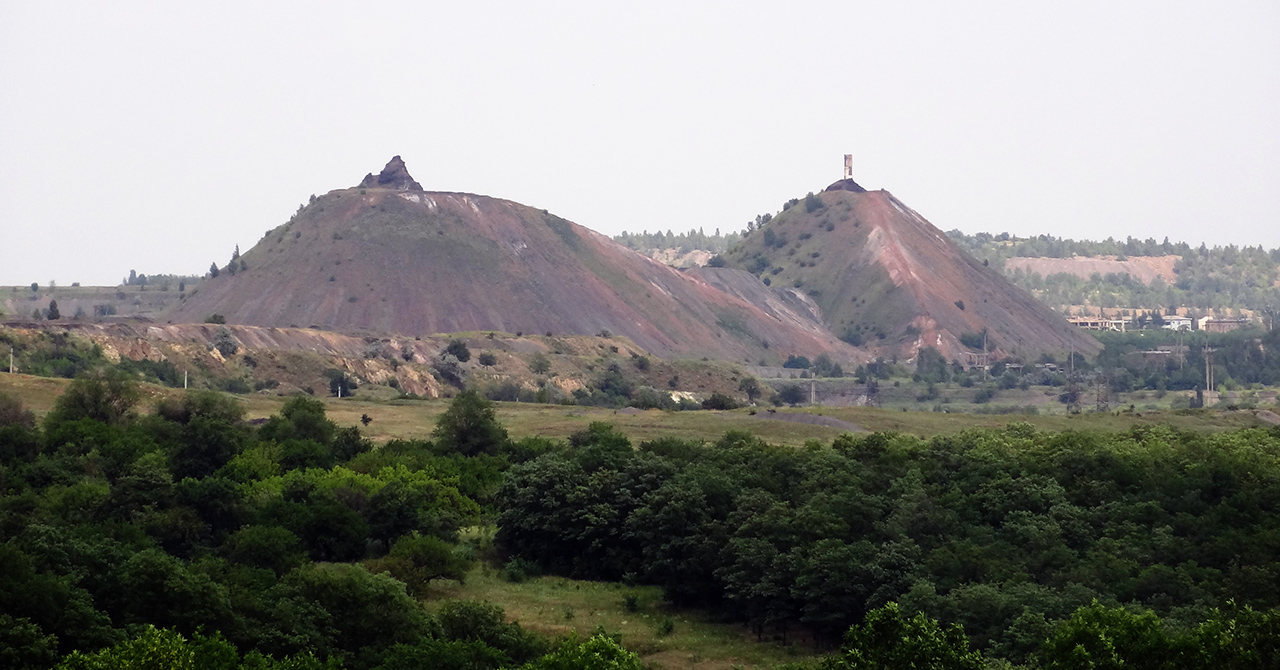
Terrils de la mine Gagarine.

L'économie est tournée autour de l'exploitation de la houille (entreprise d'État Toretskougol, autrefois Dzerjinskougol, aujourd'hui fermée) et plus de 50% de la population en vit.
Sur le site industriel de la mine fermée Artiom, l'on prévoit de créer une entreprise « Dzerjinskekoenergoressours » avec un complexe technologique pour le traitement des déchets contenant du charbon provenant de la fosse à boues de l'usine de traitement de Dzerjinskaïa. Sur la base des composants utiles extraits des déchets, des briquettes de haute qualité pour les centrales thermiques et du concentré de charbon de qualité KZh pour la chimie du coke y seront produits.